# Джесси, Берлингерио
Берлингерио Джесси (итал. Berlinghiero Gessi; 14 октября 1564, Болонья, Папская область — 6 апреля 1639, Рим, Папская область) — итальянский куриальный кардинал и папский дипломат. Наместник епархии Рима с 11 октября 1600 по 12 мая 1607. Секретарь Священной Конгрегации по делам епископов и монашествующих с 9 июня 1604 по 4 июня 1607. Епископ Римини с 13 ноября 1606 по 20 ноября 1619. Апостольский нунций в Венеции с 4 июня 1607 по 14 ноября 1618.	Губернатор Рима и вице-камерленго Святой Римской Церкви с 12 декабря 1618 по 1 апреля 1623. Префект Апостольского дворца с 1 апреля 1623 по 27 декабря 1624. Президент легатства Урбино с 27 декабря 1624 по 1 мая 1627. Префект Священной Конгрегации церковного иммунитета со 2 октября 1629 по 6 апреля 1639. Префект Трибунала Апостольской Сигнатуры с 2 ноября 1633 по 6 апреля 1639. Камерленго Священной Коллегии кардиналов с 10 января по 6 апреля 1639. Кардинал-священник с 19 января 1626, с титулом церкви Сант-Агостино с 19 июля 1627 по 6 апреля 1639.